# Розівка (Білгород-Дністровський район)
Ро́зівка (до 14.11.1945 Розенфельд) — село Кулевчанської сільської громади, у Білгород-Дністровському районі Одеської області України. Населення становить 814 осіб.

## Населення
Згідно з переписом УРСР 1989 року чисельність наявного населення селища становила 747 осіб, з яких 328 чоловіків та 419 жінок.
За переписом населення України 2001 року в селищі мешкало 809 осіб.

### Мова
Розподіл населення за рідною мовою за даними перепису 2001 року:
| Мова       | Відсоток |
| ---------- | -------- |
| болгарська | 35,38 %  |
| російська  | 34,64 %  |
| українська | 28,01 %  |
| молдовська | 1,84 %   |
| вірменська | 0,12 %   |